# Tuéjar
Tuéjar község Spanyolországban, Valencia tartományban. Tuéjar Sinarcas, Alpuente, Chelva, Benagéber, Talayuelas, Santa Cruz de Moya, Aras de los Olmos és Titaguas községekkel határos. Lakosainak száma 1233 fő (2024).

## Népesség
A település népessége az utóbbi években az alábbiak szerint változott:
| Lakosok száma | 1243 | 1212 | 1300 | 1236 | 1206 | 1157 | 1147 | 1116 | 1168 | 1233 |
|               | 2001 | 2004 | 2007 | 2009 | 2012 | 2014 | 2017 | 2019 | 2022 | 2024 |